# Youssouf Sanou
Pour les articles homonymes, voir Sanou.
 (novembre 2011).
Si vous disposez d'ouvrages ou d'articles de référence ou si vous connaissez des sites web de qualité traitant du thème abordé ici, merci de compléter l'article en donnant les références utiles à sa vérifiabilité et en les liant à la section « Notes et références ».
Youssouf Sanou est un footballeur international burkinabé, né le 31 décembre 1988 à Bobo-Dioulasso. Il fait 1.84m. Il évolue au poste d'avant centre.

## Biographie
Il commence sa carrière footballistique dans le Racing Club de Bobo et il est international dans tous les catégories de jeunes (Cadet, Junior et Senior). Il évolue ensuite en Espagne.
Youssouf Sanou compte 2 sélections en équipe du Burkina Faso

## Clubs
- 2005-2008 :  RC Bobo
- 2008-2010 :  CF Gavà
- 2010-2011 :  FC Brussels
- 2012- :  El Dakhleya FC